# Classification des lipides
Les lipides constituent la matière grasse des êtres vivants. Ce sont de petites molécules hydrophobes ou amphipathiques principalement constituées de carbone, d’hydrogène et d’oxygène avec une densité inférieure à l'eau. Les lipides peuvent être à l'état solide, comme dans les graisses, ou liquide, comme dans les huiles. Les lipides proviennent en totalité ou en partie de condensations de thioesters basées sur des carbanions et/ou de condensations d'unités isoprène basées sur des carbocations.
Les lipides peuvent être classés selon la structure de leur squelette carboné (atomes de carbone chaînés, cycliques, présence d'insaturations, etc). Toutefois, du fait de leur diversité et de la difficulté à adopter une définition universelle, il n'existe pas de classification unique des lipides. L'UICPA, par exemple, inclut dans les lipides les acides gras et dérivés, ainsi que leurs esters:
- les acides gras
- les glycérides
- les phospholipides (essentiellement les phosphoglycérides et les sphingolipides)
- et les glycolipides

La catégorie des lipides définie par l'UICPA n'inclut donc pas le cholestérol, classé dans les terpénoïdes, soit:
- les stéroïdes (dont le cholestérol)
- les terpènes
- les rétinoïdes

Or, les composés tel que le cholestérol sont effectivement considérés comme des lipides depuis longtemps, y compris dans la définition faite par l'UICPA. Différentes études ont donc été faites pour intégrer les lipides de type acide gras et de type cholestérol dans un même système de classification. La dernière en date définit 5 catégories et dérive en partie de la classification faite par l'UICPA: 
- les polykétides
- les acylglycérols
- les sphingolipides
- les prénols
- les saccharolipides

Toutefois, pour des raisons historiques, il est possible de distinguer les acides gras des autres polycétides, les phosphoacylglycérols des acylglycérols et les stérols des autres prénols. Il y a de nombreux termes redondants ou ayant plusieurs significations. Par exemple, dans la classification ci-dessus, les stérols sont une catégorie qui incluent les stéroïdes. Dans la classification de l'UICPA, les stéroïdes sont une catégorie incluant les stérols. Cette remarque est aussi valable pour les prénols et les terpénoïdes.

## Classe des acides gras
Les acides gras sont des acides carboxyliques caractérisés par une répétition de groupements méthylènes -CH2- formant une longue chaîne carbonée généralement constituée d'un nombre pair d'atomes de carbone. C'est cette chaîne carbonée qui confère leur caractère hydrophobe aux acides gras. La structure des acides gras représente sans doute l'élément le plus utilisé dans les autres classes de lipides. La classe des acides gras peut se diviser en 13 sous-classes:

### Sous-classe des acides gras et dérivés
- acides gras à chaîne droite : acides gras saturés de formule semi-développée

```
CH
3
-[CH
2
]
n
-COOH 
avec n ≥ 2.
```

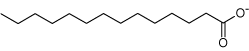
Fig 1. Exemple d'acide gras à chaîne droite : l'acide hexadécanoïque, plus communément appelé acide palmitique (16 atomes de carbone)

- acides gras méthylés : acides gras possédant un ou plusieurs groupes méthyl -CH3 le long de leur chaîne carbonée (ex. acide isolaurique).
- acides gras insaturés : possédant une ou plusieurs doubles liaisons -C=C- le long de leur chaîne carbonée.

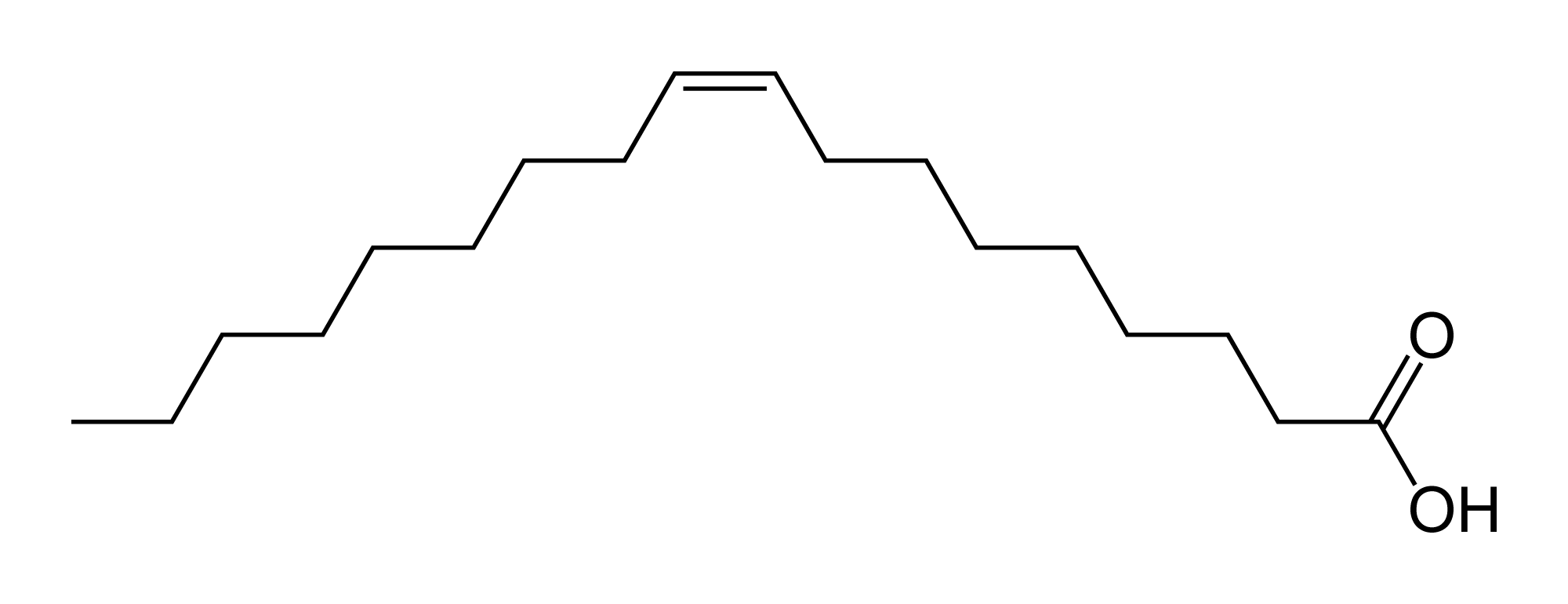
Fig 2. Exemple d'acide gras insaturé : l'acide 9Z-octadécénoïque, plus communément appelé acide oléique (18 atomes de carbone et une insaturation)

- acides gras hydroperoxylés : acides gras possédant un ou plusieurs groupes hydroperoxyl -OOH branchés sur leur chaîne carbonée.
- acides gras hydroxylés : acides gras possédant un ou plusieurs groupes hydroxyl -OH branchés sur leur chaîne carbonée (ex. acide lactique).
- acides gras oxoylés : acides gras possédant un ou plusieurs groupes cétone -C=O branchés sur leur chaîne carbonée (ex. acide lévulinique).
- acides gras époxylés : acides gras possédant un ou plusieurs cycles époxyl le long de leur chaîne carbonée
- acides gras méthoxylés : acides gras possédant un ou plusieurs groupes méthoxyl -OCH3 branchés sur leur chaîne carbonée
- acides gras halogénés : acides gras lié à un ou plusieurs composés halogénés.
- acides gras aminés : acides gras possédant un ou plusieurs groupes amine -NH2 branchés sur sa chaîne carbonée
- acides gras cyanylés : acides gras possédant un ou plusieurs groupes cyanyl -C≡N branchés sur leur chaîne carbonée
- acides gras nitrosylés : acides gras possédant un ou plusieurs groupes nitrosyl -NO2 le long de leur chaîne carbonée.
- acides gras thiolés : acides gras possédant un ou plusieurs groupes thiol -SH branchés sur leur chaîne carbonée
- acides gras carbocycliques : acides gras possédant un ou plusieurs cycles carbonés le long de leur chaîne carbonée. En général, les carbocycles se composent de 5 ou 6 carbones.
- acides gras hétérocycliques : acides gras possédant un ou plusieurs hétérocycles le long de leur chaîne carbonée. En général, les cycles se composent de 5 ou 6 atomes.
- acides mycoliques
- acides dicarboxyliques : acides gras possédant un groupe carboxyle -COOH à chaque extrémité de leur chaîne carbonée.

### Sous-classe des octadécanoïdes
Les octadécanoïdes sont dérivés d'acides gras à 18 atomes de carbone.
- métabolites dérivés de l'acide 12-oxophytodiénoïque
- acide jasmonique

### Sous-classe des eicosanoïdes
Les eicosanoïdes sont formés à partir de l'acide 5Z,8Z,11Z,14Z-eicosatétraénoïque, plus communément appelé acide arachidonique. Cet acide possède 20 atomes de carbone et 4 insaturations.
- prostaglandines ;
- leucotriènes ;
- thromboxanes ;
- lipoxines ;
- acides hydroxy/hydroperoxy eicosatriénoïques ;
- acides hydroxy/hydroperoxy eicosatetraénoïques ;
- acides hydroxy/hydroperoxy eicosapentaénoïques ;
- acides époxyeicosatriénoïques ;
- hépoxilines ;
- levuglandines ;
- isoprostanes, pour lesquelles une nomenclature a été produite en 1997[7],[8] ;
- clavulones et analogues marins.

### Sous-classe des docosanoïdes
Les docosanoïdes dérivent de l'acide docosahexaénoïque et possèdent 22 atomes de carbone et un carbocyle insaturé.

### Sous-classe des alcools gras
Les alcools gras sont des acides gras dont le groupement carboxyle -COOH a été substitué par un groupement hydroxyle -OH.

### Sous-classe des aldéhydes gras
Les aldéhydes gras sont des acides gras dont le groupement carboxyle -COOH a été substitué par un groupement aldéhyde -CH=O.

### Sous-classe des esters gras
Les esters gras sont formés par estérification du groupement carboxyle -COOH d'un acide gras avec un composé hydroxylé.
- monoesters de cire
- diesters de cire
- cyano esters
- lactones
- acyl Coenzyme A
- acyl ACP
- acylcarnitines
- acyladénylates

### Sous-classe des amides gras
Les amides gras sont des acides gras dont le groupement carboxyle -COOH a été substitué par un groupement amide -CONH2.
- amides primaires
- N-acylamides
- acylhomoserine lactones
- N-acylethanolamides (endocannabinoïdes)

### Sous-classe des nitriles gras
Les nitriles gras sont des acides gras dont le groupement carboxyle -COOH a été substitué par un groupement nitrile -C≡N.

### Sous-classe des éthers gras
Les éthers gras sont des acides gras dont le groupement carboxyle -COOH a été substitué par une fonction éther -C-O-R.

### Sous-classe des hydrocarbures gras
Les hydrocarbures gras sont des acides gras dont le groupement carboxyle -COOH a été perdu.

## Classe des acylglycérols

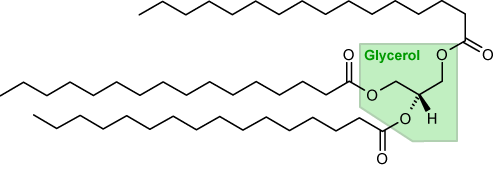
Fig 3. Un triglycéride, le tripamitoylglycérol.

Les glycérides sont des esters d'acides gras et de glycérol. Il existe 3 sous-classes d'acylglycérols : les mono-, di- et acylglycérols. Les suffixes mono, di, et tri sont utilisés selon que l'estérification porte sur 1, 2 ou 3 groupements hydroxyles du glycérol. La formule semi développée des acylglycérols est :
```
CH
2
-O-CO-R
1

|
CH-O-CO-R
2

|
CH
2
-O-CO-R
3

avec R
1
, R
2
 et R
3
 un hydrogène H ou une chaîne acyl
```

Les groupes hydroxyl -OH libres du glycérols chez les mono et diacylgrlycérols peuvent aussi être substitués par des sucres via une liaison glycosidique.

## Classe des phosphoacylglycérols

Fig 4. Un phosphoglycéride, la palmityl-oléyl-phosphatidylcholine.

Les phosphoacylglycérols, encore appelé phosphoglycérides ou glycérophospholipides, sont les lipides les plus abondants dans les membranes biologiques. Ils ont naturellement tendance à s'organiser en double couche. Leur structure de base est formée d'un diglycéride et d'un phosphate. Dans la plupart des cas, le phosphate est également lié à un composé polaire hydroxylé (ex. la choline, la sérine, l'éthanolamine). Un exemple bien connu de phosphoglycéride est la lécithine, souvent utilisée comme additif alimentaire. La formule semi développée des phosphoglycérides est :
```
        CH
2
-PO
4
−
-X
        |
R
2
-CO-O-CH
        |
R
1
-CO-O-CH
2

avec R
1
 et R
2
 des chaînes acyles et X un composé hydroxylé.
```

Les phosphoglycérides peuvent se répartir en 20 sous-classes :
- les glycérophosphocholines
- les glycérophosphoéthanolamines
- les glycérophosphosérines
- les glycérophosphoglycérols
- les glycerophosphoglycerophosphates
- les glycérophosphoinositols
- les glycérophosphoinositol monophosphates
- les glycérophosphoinositol bisphosphates
- les glycérophosphoinositol trisphosphates
- les glycérophosphates
- les glycéropyrophosphates
- les glycérophosphoglycérophosphoglycérols (Cardiolipins)
- les CDP-glycérols
- les glycérophosphoglucoses
- les glycérophosphoinositolglycanes
- les glycérophosphonocholines
- les glycérophosphonoéthanolamines
- les di-glycérol tétraéther phospholipides (caldarchaéols)
- les glycérol-nonitol tétraéther phospholipides
- les glycérophospholipides oxydés

## Classe des stérols

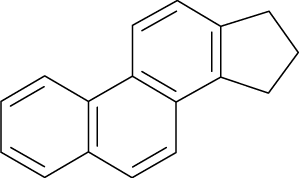
Fig. 5 Le noyau cyclopentanophénantrènique

Les stérols sont des lipides dérivant du noyau cyclopentanophénanthrénique. Les différents types de stérols se distinguent selon le nombre et la position d'insaturation et/ou de chaînes latérales. 

### Sous-classe des stérols

Fig. 6 Le cholestérol

- cholestérol et dérivés
- cholestéryl esters
- phytostérols et dérivés
- stérols marins et dérivés
- stérols fongiques et dérivés

### Sous-classe des stéroïdes
- stéroïde à 18 carbones (œstrogènes) et dérivés
- stéroïde à 19 carbones (androgènes) et dérivés
- stéroïde à 21 carbones (gluco et minéralocorticoïdes, progestogines) et dérivés

### Sous-classe dessecostéroïdes
- vitamine D2 et dérivés
- vitamine D3 et dérivés
- vitamine D4 et dérivés
- vitamine D5 et dérivés
- vitamine D6 et dérivés
- vitamine D7 et dérivés

### Sous-classe desacides biliaireset dérivés
- acide biliaire à 22 carbones, alcools et dérivés
- acide biliaire à 23 carbones, alcools et dérivés
- acide biliaire à 24 carbones, alcools et dérivés
- acide biliaire à 25 carbones, alcools et dérivés
- acide biliaire à 26 carbones, alcools et dérivés
- acide biliaire à 27 carbones, alcools et dérivés
- acide biliaire à 28 carbones, alcools et dérivés
- acide biliaire à 29 carbones, alcools et dérivés

### Sous-classe des stéroïdes conjugués
- stéroïdes glucuronidés
- stéroïdes sulfatés
- stéroïdes conjugués à la glycine
- stéroïdes conjugués à la taurine

## Classe des sphingolipides
Les sphingolipides sont dérivés des sphinganines ou des sphing-4-ènines, plus connues sous le nom de sphingosines. Ces 2 derniers composés dérivent eux-mêmes de la condensation d'un acide gras et de la sérine. La sous-classe la plus importante est sans doute celle des céramides. Il s'agit de sphinganines ou de sphingosines liées à un acide gras par une liaison amide. Un exemple bien connu de céramide est la sphingomyéline, impliquée dans la transmission nerveuse chez les mammifères.

### Sous-classe dessphingoïdes
- Sphing-4-ènines (sphingosines)
- Sphinganines
- 4-Hydroxysphinganines (phytosphingosines)
- Holomogues des sphingoïdes
- Sphingoïde 1-phosphate
- Lysosphingomyélines and lysoglycosphingolipides
- Sphingoïdes N-méthylatés
- Analogues aux sphingoïdes

### Sous-classe des céramides
- N-acylsphingosines (céramides)
- N-acylsphinganines (dihydroceramides)
- N-acyl-4-hydroxysphinganines (phytoceramides)
- Acylcéramides
- Céramides 1-phosphate

### Sous-classe des phosphosphingolipides
- Céramides phosphocholine (sphingomyélines)
- Céramides phosphoéthanolamine
- Céramides phosphoinositol

### Sous-classe des glycosphingolipides neutres
- série des sucres simples (Glucocéramide, Lactocéramide, etc)
- GalNAcb1-3Gala1-4Galb1-4Glc- (série des Globo)
- GalNAcb1-4Galb1-4Glc- (série des Ganglio)
- Galb1-3GlcNAcb1-3Galb1-4Glc- (série des Lacto)
- Galb1-4GlcNAcb1-3Galb1-4Glc- (série des Neolacto)
- GalNAcb1-3Gala1-3Galb1-4Glc- (série des Isoglobo)
- GlcNAcb1-2Mana1-3Manb1-4Glc- (série des Mollu)
- GalNAcb1-4GlcNAcb1-3Manb1-4Glc- (série des Arthro)
- Gal- (série des Galacto)
- Autres

### Sous-classe des glycosphingolipides acides
- Gangliosides
- Sulfoglycosphingolipides (sulfatides)
- Glucuronosphingolipides
- Phosphoglycosphingolipides
- Autres

## Classe des polykétides
Les polykétides proviennent de la condensation de groupe acétyl et/ou propionyl. Ils forment une gamme très vaste de composés naturels dont sont dérivés de nombreux antibiotiques (ex. les macrolides). Les polykétides peuvent se répartir en 3 sous-classes :
- les macrolides
- les polykétides aromatiques
- les hybrides peptide-polykétide non ribosomiques

## Classe des prénols
La structure de base des prénols est l'isoprène. Les prénols sont synthétisés à partir de précurseurs à 5 atomes de carbone, l'isopentényl diphosphate et le diméthylally diphosphate, issus de la voie du mévalonate. Chez quelques bactéries et plantes, les précurseurs sont issus de la voie du méthylérythritol phosphate. 

### Sous-classe des isoprénoïdes
- Isoprénoïdes à 5 carbones
- Isoprénoïdes à 10 carbones (monoterpènes)
- Isoprénoïdes à 15 carbones (sesquiterpènes)
- Isoprénoïdes à 20 carbones (diterpènes)
- Isoprénoïdes à 25 carbones (sesterterpènes)
- Isoprénoïdes à 30 carbones (triterpènes)
- Isoprénoïdes à 40 carbones (tétraterpènes)
- Polytèrpènes (plus de 40 carbones)

### Sous-classe des quinones et hydroquinones
- ubiquinones
- vitamine E
- vitamine K

### Sous-classe des polyprénols
- Bactoprénols
- Bactoprénol monophosphates
- Bactoprénol diphosphates
- Phytoprénols
- Phytoprénol monophosphates [PR0305]
- Phytoprénol diphosphates [PR0306]
- Dolichols
- Dolichol monophosphates
- Dolichol diphosphates

## Classe des saccharolipides
Les saccharolipides résultent de l'estérification ou de l'amidification d'acide gras par des sucres ou des sucres aminés.

### Acylaminosucres
- monoacylaminosucres
- diacylaminosucre
- triacylaminosucre
- tetraacylaminosucre
- pentaacylaminosucre
- hexaacylaminosucre
- heptaacylaminosucre